# 響け凱歌
『響け凱歌』（ひびけがいか、英語: A Yank at Oxford, 「オックスフォードのアメリカ人」の意）は、1938年に製作・公開されたイギリスの映画である。（撮影は1937年）

## 概要
メトロ・ゴールドウィン・メイヤー（MGM）が初めてイギリスに新たにスタジオを構え製作した映画であり、アメリカ合衆国からジャック・コンウェイが出向して監督、ロバート・テイラーとライオネル・バリモア、モーリン・オサリヴァンが主演した。

## キャスト
- リー・シェリダン：ロバート・テイラー
- ダン（リーの父）：ライオネル・バリモア
- モリー・ボーモント：モーリン・オサリヴァン
- エルザ・クラドック：ヴィヴィアン・リー

## スタッフ
- 監督：ジャック・コンウェイ
- 製作：マイケル・バルコン
- 原案：レオン・ゴードン、シドニー・ギリアット、マイケル・ホーガン
- 脚本：マルコム・ステュアート・ボイラン、ウォルター・フェリス、ジョージ・オッペンハイマー
- 音楽：ヒューバート・バス、エドワード・ウォード
- 撮影：ハロルド・ロッソン
- 編集：マーガレット・ブース、チャールズ・フレンド
- 美術：ローレンス・P・ウィリアムズ
- 衣裳：ルネ・ユベール